# Station Haltwhistle
Haltwhistle is een spoorwegstation van National Rail in Haltwhistle, Tynedale in Engeland. Het station is eigendom van Network Rail en wordt beheerd door Northern Rail. Het station is geopend in 1840.

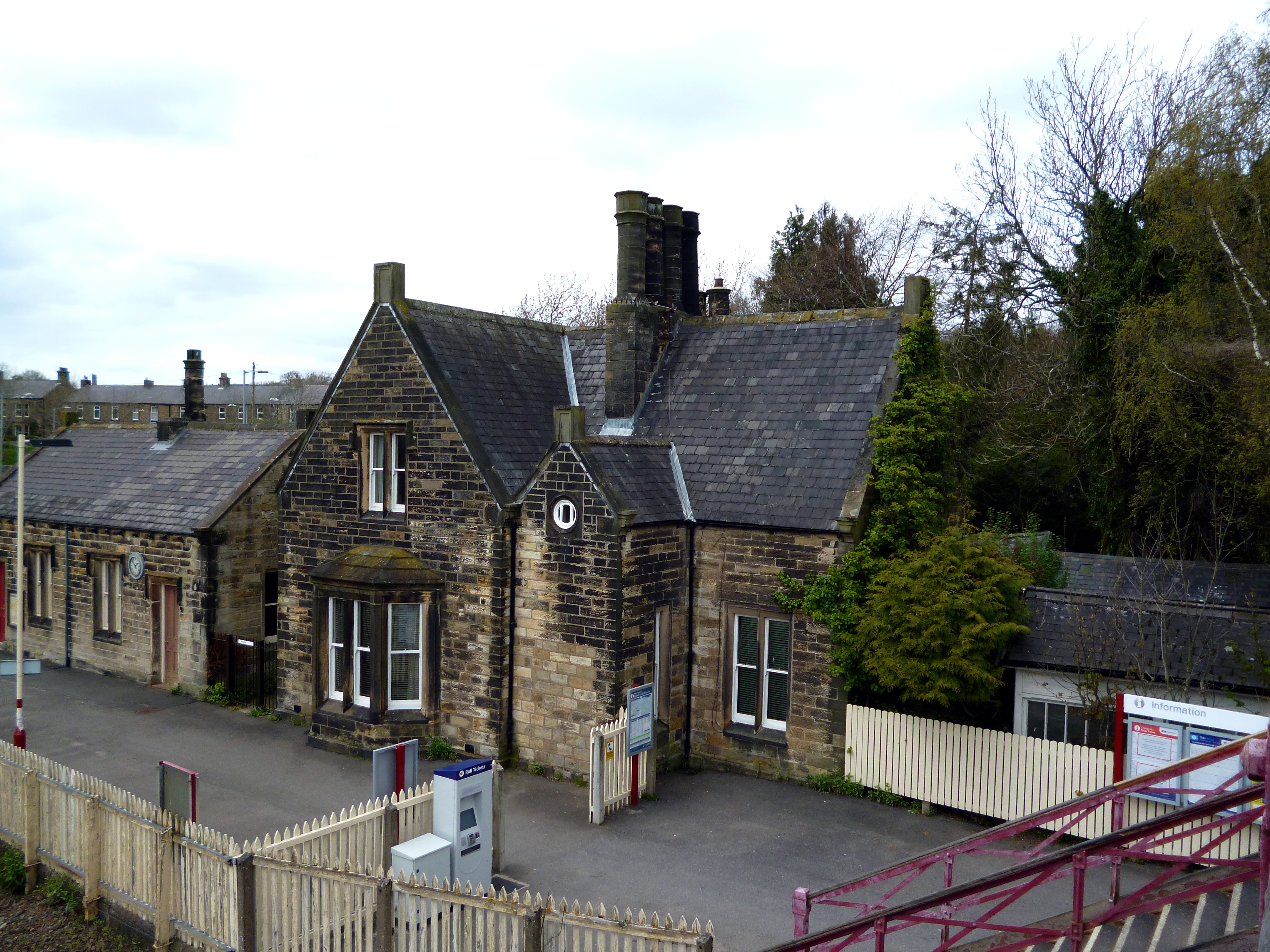
Stationsgebouw, 2012
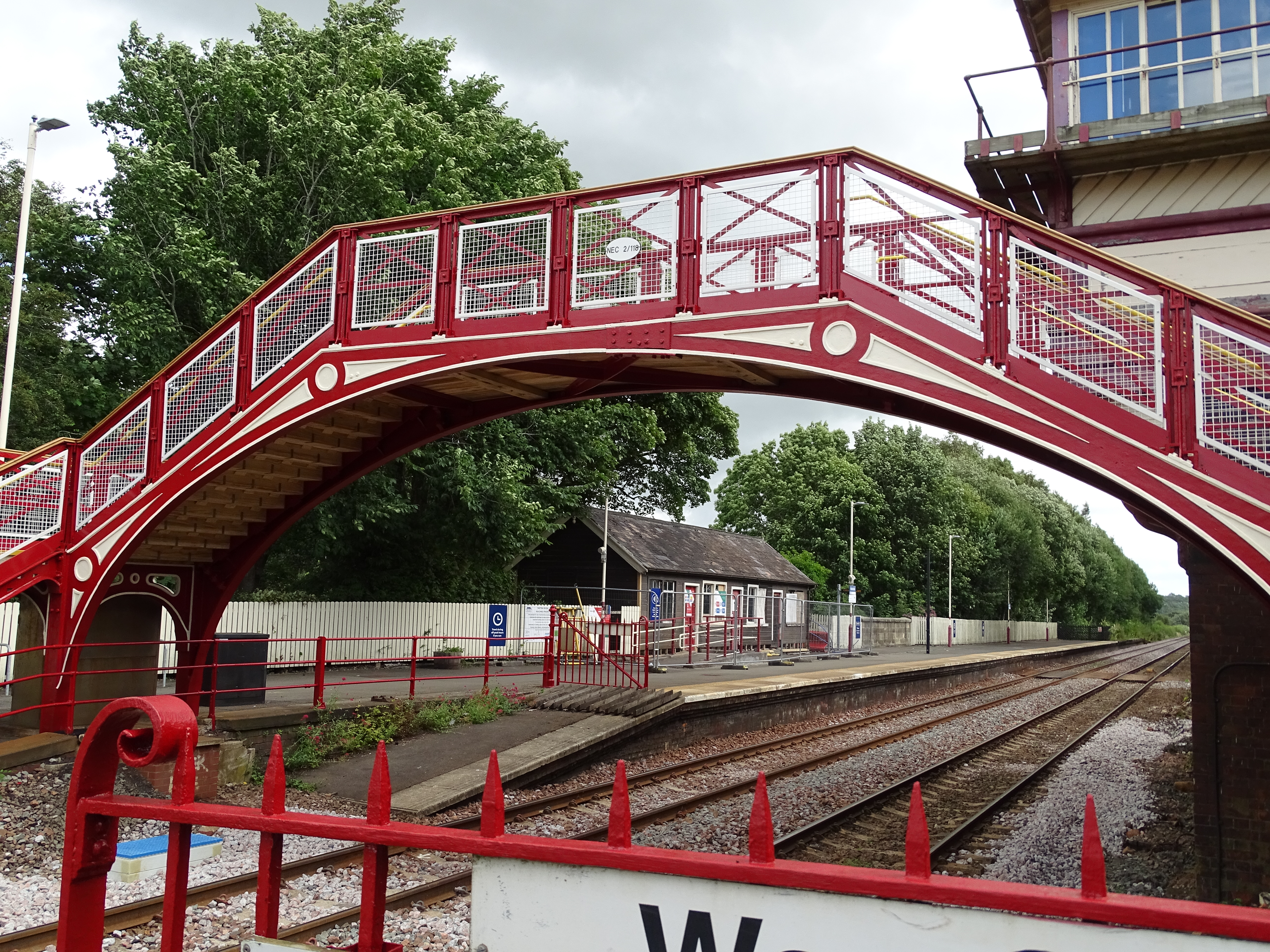
Gerenoveerde voetbrug, 2021
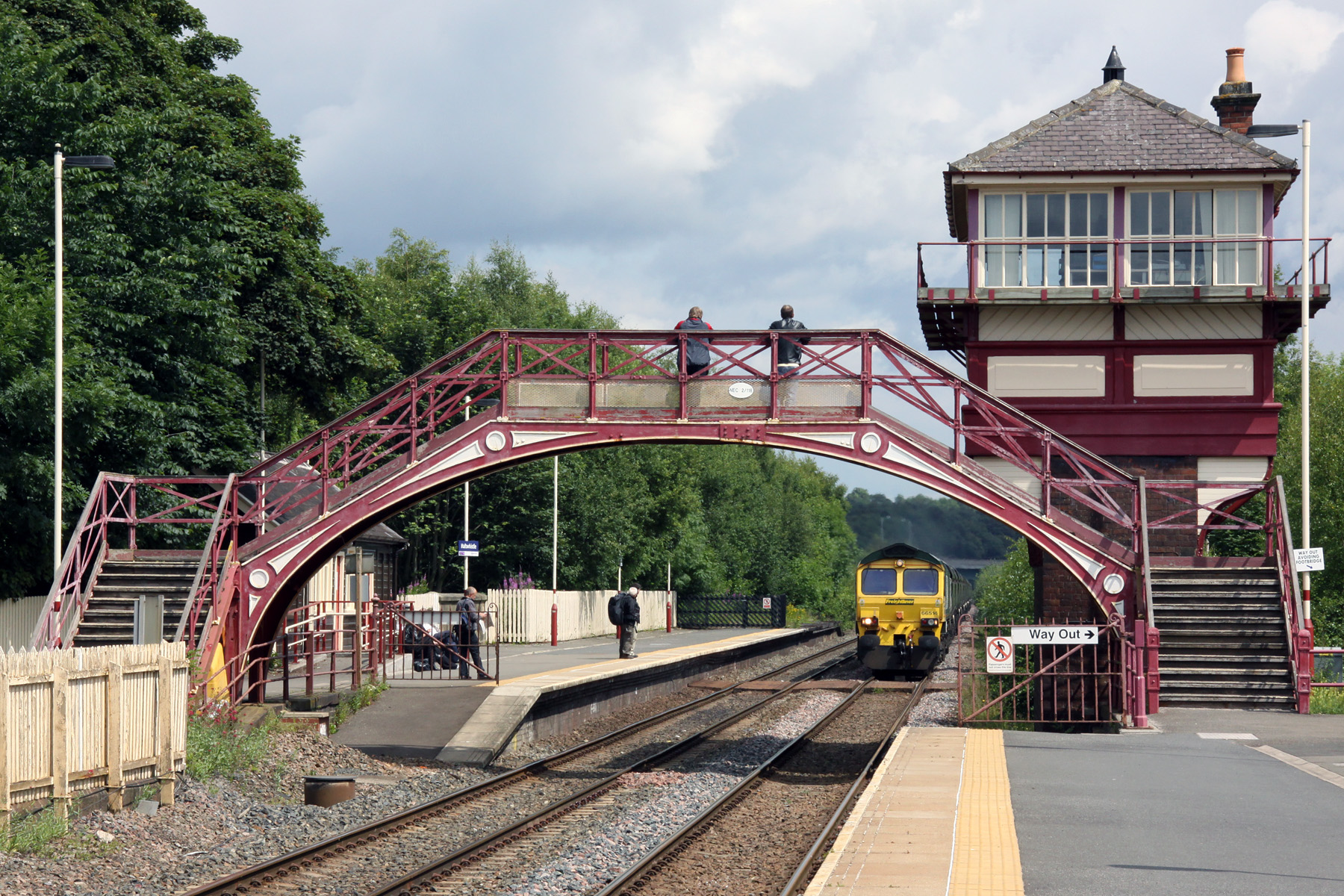
Voormalig seinhuis, 2009